# Campeonato Paulista de Fútbol 1931
El Campeonato Paulista de Fútbol de 1931 fue organizado por la Asociación Deportiva de Deportes Alteticos (APEA), tuvo al equipo de São Paulo Futebol Clube, que ganó su primer título. El autor del tanto fue el equipo de Santos, Feitico, con 39 goles.
Es un torneo histórico porque tanto de hecho el primer título de uno de sus participantes más tradicionales, el São Paulo Fútbol Club , sino también por ser el último de los 10 títulos ganados por Arthur Friedenreich, el primer gran genio del fútbol brasileño durante su carrera en los torneos de la Selección de fútbol de Brasil.

## Clasificación
| Clasificación Final | Clasificación Final | Clasificación Final | Clasificación Final | Clasificación Final | Clasificación Final | Clasificación Final | Clasificación Final | Clasificación Final | Clasificación Final |
| Club | Club                | Pts                 | PJ                  | PG                  | PE                  | PP                  | GF                  | GC                  | DG                  |
| --- | ------------------- | ------------------- | ------------------- | ------------------- | ------------------- | ------------------- | ------------------- | ------------------- | ------------------- |
| 1 | São Paulo FC        | 45                  | 26                  | 20                  | 5                   | 1                   | 92                  | 30                  | 62                  |
| 2 | Palestra Itália     | 43                  | 26                  | 21                  | 1                   | 4                   | 84                  | 35                  | 49                  |
| 3 | Santos FC           | 42                  | 26                  | 18                  | 6                   | 2                   | 79                  | 28                  | 51                  |
| 4 | Atlético Santista   | 35                  | 26                  | 14                  | 7                   | 5                   | 66                  | 44                  | 22                  |
| 5 | Portuguesa          | 32                  | 26                  | 14                  | 4                   | 8                   | 55                  | 35                  | 20                  |
| 6 | Corinthians         | 30                  | 26                  | 11                  | 8                   | 7                   | 66                  | 47                  | 19                  |
| 7 | Guarani             | 26                  | 26                  | 11                  | 4                   | 11                  | 54                  | 49                  | 5                   |
| 8 | Juventus            | 23                  | 26                  | 10                  | 3                   | 13                  | 47                  | 64                  | - 17                |
| 9 | EC Sírio            | 22                  | 26                  | 10                  | 2                   | 14                  | 60                  | 56                  | 4                   |
| 10 | SC Internacional    | 19                  | 26                  | 7                   | 5                   | 14                  | 35                  | 51                  | - 16                |
| 11 | AA São Bento        | 14                  | 26                  | 4                   | 6                   | 16                  | 45                  | 74                  | - 29                |
| 12 | CS América          | 12                  | 26                  | 5                   | 2                   | 19                  | 32                  | 95                  | - 63                |
| 13 | CA Ypiranga         | 11                  | 26                  | 4                   | 3                   | 19                  | 31                  | 82                  | - 51                |
| 14 | SC Germânia         | 10                  | 26                  | 4                   | 2                   | 20                  | 35                  | 91                  | - 56                |
| Pts - puntos; PJ - partidos jugados; PG - ganados; PE - empatados; PP - perdidos; GF - goles a favor; GC - goles en contra; DG - diferencia de goles |                     |                     |                     |                     |                     |                     |                     |                     |                     |